# Michael Ludwig
Michael Ludwig (Viena, 19 de diciembre de 1972) es un deportista austríaco que compitió en esgrima, especialista en la modalidad de florete.
Ganó ocho medallas en el Campeonato Europeo de Esgrima entre los años 1991 y 2004. Participó en tres Juegos Olímpicos de Verano, entre los años 1992 y 2000, ocupando el cuarto lugar en Atlanta 1996, en la prueba por equipos.

## Palmarés internacional
| Campeonato Europeo | Campeonato Europeo     | Campeonato Europeo | Campeonato Europeo  |
| Año                | Lugar                  | Medalla            | Prueba              |
| ------------------ | ---------------------- | ------------------ | ------------------- |
| 1991               | Viena (Austria)        | Medalla de plata   | Florete individual  |
| 1992               | Lisboa (Portugal)      | Medalla de oro     | Florete individual  |
| 1997               | Gdansk (Polonia)       | Medalla de bronce  | Florete individual  |
| 1998               | Plovdiv (Bulgaria)     | Medalla de bronce  | Florete individual  |
| 1998               | Plovdiv (Bulgaria)     | Medalla de bronce  | Florete por equipos |
| 2000               | Funchal (Portugal)     | Medalla de plata   | Florete por equipos |
| 2002               | Moscú (Rusia)          | Medalla de bronce  | Florete individual  |
| 2004               | Copenhague (Dinamarca) | Medalla de bronce  | Florete individual  |